# Dyáda
Dyáda je v sociologii definována jako nejmenší sociální skupina, na jejímž základě vznikají skupiny vyšší. Základem dyády je vztah dvou osob, nejčastější formou je monogamní manželství. V dyádě se objevují vlastnosti, které nemůžeme pozorovat u větších sociálních skupin. Mezi tyto vlastnosti patří nezáměnnost jednoho člena dyády, intimita, emocionalita, vzájemnost a někdy také rivalita. Členové dyády jsou závislí jeden na druhém a každý nese stejnou odpovědnost za to, co se uvnitř dyády děje.

## Vznik, vývoj a zánik dyády
Dyáda vzniká interakcí dvou osob. Vztah těchto osob může být kladný, tedy že se rozhodnou spolu nějakým způsobem spolupracovat, či záporný, že mezi nimi vzniká soupeření. Aby kladný vztah osob nějakým způsobem vydržel, vyžaduje to od každého z nich zájem o společný vztah a zapojení se do něj. Členové dyády musí být ochotni poslouchat jeden druhého, snažit se pochopit jeho myšlenky a být schopni dojít ke společnému závěru. Postupem času vzniká mezi dvojicí v dyádě silné pouto, které je utvářeno společnými zážitky, sdílením svých myšlenek, znalostí a tajemství. Členové dvojice se stávají oddáni jeden druhému, takovouto oddanost můžeme nalézt v partnerství a blízkém přátelství. Dyáda je velice křehká skupina, jelikož po odchodu jednoho z partnerů, který o vztah ztratí zájem, zaniká. Setrvání člověka v dyádě tedy závisí pouze na jeho vůli. Vztah může být někdy příliš vyčerpávající a náročný, některé typy dyád, například manželství, jsou proto chráněny právním řádem, což zabraňuje jejich okamžitému rozdělení. Příchodem třetího člena do dyády tato dyáda zaniká a vzniká triáda.

## Typy dyád
Rozlišujeme tři typy dyád.

### Čisté dyády
V čisté dyádě jsou oba partneři zodpovědní pouze za udržení svého společného vztahu a nemají žádné další povinnosti. Pokud jsou spolu, svět kolem nich je nezajímá. Příkladem čisté dyády jsou zamilované dvojice, které nevnímají své okolí, ale starají se pouze o svou lásku. Z čistých dyád je jednoduché odejít, jelikož jsou dobrovolné.

### Reprezentativní dyády
Jeden nebo oba členové reprezentativní dyády jsou závislí ještě na jiných větších sociálních skupinách. To, jak se k sobě chovají, vychází z toho, jakých cílů chtějí dosáhnout, popřípadě koho zastupují. Příkladem jsou dva ředitelé firem, kteří se setkávají na společném jednání. Jejich vztah obsahuje prvky dyády, avšak liší se od dyád čistých mírou intimity. Reprezentativní dyádu není možné jednoduše opustit. Je třeba, aby byl splněn cíl, kvůli kterému dyáda vznikla, například nalezena dohoda mezi dvěma řediteli firem.

### Nadindividuální (super-individuální) dyády
Super-individuální dyády se nacházejí ve větších sociálních skupinách, například rodinách, společnostech a kmenech. Členové těchto skupin si pro vzájemnou komunikaci jednoho člověka s druhým vypůjčují vlastnosti dyád, což jim umožňuje být si navzájem bližší. Díky tomu vznikají politické koalice, obchodní partneři, ale také konkurenti.

## Historie dyád
Poprvé pojem dyády definoval a zabýval se jimi německý filosof a sociolog Georg Simmel. Ten pro ně používal německý název Zweierverbindung. Simmel také poprvé poukázal právě na odlišnosti mezi dyádami a většími sociálními skupinami. Jakob Levy Moreno zase upozornil na důležitou roli dyád při vzniku skupinových struktur.